# Lennart Hall (konstnär)
Nils Tuve Lennart Hall, född 19 oktober 1921 i Farstorp i Skåne, död 13 september 2013 i Östra Onsjö, var en svensk målare.

## Biografi
Lennart Hall var son till lantbrukaren Per Hall och Gerda Tuvesson och från 1952 gift med Lillemor Rudolf. Hall fick sin utbildning vid Essem-skolan och Skånska målarskolan i Malmö 1948–1949 och vid Kunstakademiet i Köpenhamn 1951–1954. Han tilldelades ett stipendium ur Ellen Trotzigs fond 1945. Tillsammans med sin fru och Nils Ingvar Nilsson ställde han ut i Eslöv 1953 och han medverkade i samlingsutställningar med Skånes konstförening och Helsingborgs konstförening sedan 1952 samt Hörbys konstförening sedan 1953.
I ljusa, välstämda färger, ömsom tjockt pålagda och ömsom tunt laserade, målade han fragment av människor och landskap.
Hall har haft separatutställningar på bland annat
- Konstnärshuset i Stockholm 1965
- Galleri Gummeson i Stockholm 1968–1979
- Ystads konstmuseum 1978
- Galleri Heland i Stockholm 1982
- Lunds Konsthall 1987

samt deltagit i en rad samlingsutställningar.
Hans konst finns representerad vid Moderna Museet, Göteborgs konstmuseum, Helsingborgs museum, Malmö museum, Statens konstråd, Ystads konstmuseum, Kristianstads konstmuseum, Universitetets samlingar i Lund, samt i flera landsting.